# Dret islandès
El dret islandès és una de les branques del dret nòrdic que al seu torn constitueix una part important del dret germànic.
La llei va ser decidida per l'Alþingi (Parlament islandès), durant el període de l'Estat Lliure d'Islàndia entre el 930 i el 1262. Posteriorment, el 1281, durant la unió d'Islàndia i Noruega les lleis existents van ser compilades al Jónsbók per Jón Einarsson.

## Origen
El dret islandès va ser un complex però efectiu mètode d'intervenció legal per pal·liar els danys relacionats amb conflictes i venjances que requerien arbitratge per arribar a acords satisfactoris per les parts en litigi. El seu origen es remunta a l'Era vikinga, quan Úlfljótr el lögsögumaður va ser enviat pels goði islandesos a Noruega per educar-se durant tres anys (927-930) i tornar amb suficients coneixements com per establir un marc legal a l'illa. La primera llei islandesa és coneguda com la «Llei de Úlfljót».
Els vikings solucionaven els seus conflictes "a la manera dels guerrers». Les sagues nòrdiques ofereixen una perspectiva molt complicada dels afers legals, destacant la saga de Njál i Þorgils saga ok Hafliða on abunda la violència i cadenes de compensacions (wergeld). Això no obstant, la societat islandesa d'aquell temps no era propensa a batalles a gran escala, la virulència dels seus actes era bastant mesurada i esporàdica, normalment les picabaralles es limitaven a títol individual o implicava a clans familiars. La manca d'una estructura d'Estat i una classe dirigent que controlés a les classes subordinades, va afavorir aquest tipus de conflictes i mediacions.

## Estructura
L'Althing era l'òrgan sobirà on tractar els afers jurídics i el Lögrétta el seu òrgan legislatiu. Quan es cometia un delicte amb resultat de mort, l'autor ho comunicava públicament en el primer nucli habitat que es trobés, era la forma adequada de sotmetre a «legalitat» un acte de violència. Aleshores els cabdills podien guanyar prestigi actuant com a hófsmenn (homes moderats) o góðviljamenn (homes de bona voluntat), que actuaven com a mediadors o participaven en l'arbitratge (görð o arbitratge simple; jafnaðardómr en casos amb diverses parts implicades). Altres personatges, relacionats normalment amb l'església, actuaven com a lögmaður (advocats) i els terratinents i bóndi (homes lliures, habitualment colons i grangers) adquirien també prestigi com a kviðir (jurat). Normalment s'arribava a una compensació econòmica (sátt) i podia haver una condemna de desterrament i confiscació de béns. En el cas de desterrament, si el condemnat estava a l'illa, s'arriscava que qualsevol altre pogués matar sense por de represàlies legals. Si hi havia morts per ambdues parts depenia molt si eren homes lliures o thralls (esclaus), una vida no tenia el mateix valor que l'altra. Si els morts empataven en nombre i pertanyien als clans implicats, uns compensaven als altres, una solució salomònica que les sagues mostren com poc popular.
El concepte d'advocat com s'entén en l'actualitat no existia, el rol voluntari de lögmaður depenia de la capacitat de negociació, vincles familiars, influència i disposició dels suports necessaris per portar una acció de forma agressiva o defensiva. De vegades l'intricat sistema judicial no funcionava tan bé com s'esperava, tot i els intents de trobar un compromís. Les sagues citen ocasions on viables compensacions es converteixen en situacions de risc i van desembocar en més violència. Aquest va ser el cas d'Eyjólf Bolverksson, possiblement una de les tres persones més versades en la llei islandesa, que va emprar estratagemes, tecnicismes i buits legals, per afavorir a Flosi Þórðarson a canvi d'un suborn durant l'Althing de 1012 i que gairebé va desembocar en una guerra civil. Un altre cas va ser l'enfrontament entre dos poderosos cabdills, Þorgils Oddson i Hafliði Masson, i l'enfrontament que va tenir lloc a l'Althing de 1121 entre els exèrcits de Þorgils amb 940 homes i Hafliði amb 1440 homes. Es va considerar un assumpte especialment explosiu quan una de les parts es negava a acceptar cap compensació, una situació que també va fregar la guerra civil per les vinculacions amb altres clans aliats envers un o altre bàndol.
Un dels desterraments més llargs en la història d'Islàndia es testimonia en la saga de Grettir, vint anys. Una cosa inusual, quan no solia excedir els tres anys en els casos lleus (fjörbaugsgarðr) en contrast amb el desterrament de per vida en casos greus (skóggangr). Les sagues parlen d'un tercer supòsit, el desterrament local (héraðssekt), limitat a un procés judicial en un districte però que no apareix en els còdexs coneguts.
Entre individus, si ambdós tenien la suficient confiança d'arribar a un acord compensatori, existia la fórmula de mutu acord (sjálfdœmi) sense intervenció de tercers ni tribunals, afavorida per una de les parts implicades amb la seguretat que l'altra part respondria amb moderació. Els casos més extrems podien derivar en un duel formal (holmgang) o un combat cos a cos sense regular (einvígi), però va perdre a favor amb el sistema de negociació i compensacions i els duels van ser abolits a principis del segle xi.

### Várthing
El Várthing (o tribunal de primavera) era la institució més antiga de l'illa sota l'empara de tres goði. Hi va haver dos importants nuclis previs a la institució de l'Althing, un a Thórnes i un altre a Kjalarnes. Es dividia en dues parts, un per enjudiciaments (sóknarthing) i un altre per a assumptes relacionats amb pagaments i deutes (skuldathing). Un goði triava a dotze bóndi per tractar aquests afers i podien actuar com a jurats.
Després dels greus incidents esdevinguts pel cruent enfrontament entre partidaris dels cabdills Þórðr Óleifsson i Tongu-Odd, l'Althing es va veure inhabilitat d'actuar, ja que cada un d'ells pertanyia a diferents districtes. L'assemblea va decidir dividir el tribunal de manera territorial en quatre juridiccions per evitar similars escalades de violència i el desordre provocat pel conflicte entre ambdós. Així els tribunals de primavera es van dividir en:
- Cort de l'Oest, compost pels thing de Thverár, Thórnes i Thorskafjordur.
- Cort del Sud, compost pels thing de Rangár, Arnes i Kjalarnes.
- Cort de l'Est, compost pels thing de Sunnudols, mula i Skaftafells.
- Cort del Nord, compost pels thing de Húnavatns, Hegranes, Vaðla i Þingeyrar. L'únic, per les seves particulars excepcions, que disposava de quatre thing.

Al marge va aparèixer la figura de la «cinquena cort» (fimtardómr), una espècie de tribunal suprem compost per 48 jutges nomenats pels goðar de la secció legislativa (Lögrétta).
Encara hi va haver un altre tribunal intermedi, l'assemblea de les quatre corts (fjórðungathing), però no hi ha molta informació al marge de saber que tractava assumptes de la seva competència regional. D'altra banda l'Althing enfosquia la seva activitat i no es va comptar entre les assemblees periòdiques. El Grágás ho esmenta una sola vegada i no cita expressament si va ser alguna vegada constituïda amb regularitat.

### Leið
Els mateixos tres goði eren responsables del Leið (o tribunal de tardor) que se solia celebrar a l'agost. No tenia una funció judicial, i cada cabdill podia celebrar una vista individualment. El propòsit del Leið era informatiu, sobretot per als que no van poder desplaçar-se a l'Althing i eren informats dels afers tractats i noves lleis si n'hi ha. També tenia una funció concreta dins d'un context de política econòmica.

### Jónsbók
Després de la signatura del tractat amb Noruega, el gamli sáttmáli (pacte antic), pel qual va desaparèixer l'Estat Lliure d'Islàndia i els seus habitants es van sotmetre a la corona el 1262, els juristes islandesos prenen Járnsíða com a base per a una nova legislació com a resultat dels canvis produïts després de l'annexió i que romandria vigent durant quatre segles fins al 1662. Va ser recollida el 1281 per Jón Einarsson en una compilació anomenada Jónsbók, una de les obres que més ha influenciat, legalment i cultural, a Islàndia. Jónsbók classifica la societat islandesa en tres classes, clergues, artesans i bóndi.
En particular, manifesta que l'església estaria a partir de llavors subjecta a la seva pròpia jurisdicció i independència econòmica i els negocis i propietats dels bóndi estaven subjectes a certes obligacions socials. Tanmateix, estaments com el rei, el Umboðsmaður i Loðinn leppur van reaccionar de forma adversa a la decisió de l'Althing i no es va arribar a un acord unànime fins al 1314, després de prèvies i profundes negociacions de 1294 i 1305.
Jónsbók reflecteix sentències i penes per als delictes comesos com la pena de mort, tortures amb artefactes candents i sancions econòmiques. El còdex es va convertir en un complet sistema legal i judicial on es trobava tota mena de circumstàncies, des de la protecció del bestiar fins a la cobertura legal per danys personals. A ressaltar un capítol curiós que cobreix l'enriquiment il·lícit i les sancions adequades per a cada cas.